# 従六位
従六位（じゅろくい）は、日本の位階における位の一つ。正六位の下、正七位の上。

## 概要
大宝元年（701年）、他の位階とともに大宝律令において初めて制定された。律令制においては、さらに従六位上と従六位下の二階に分けられた。従六位は、中務省の少丞、中監物、その他の省の少丞、少判事、中宮職の大進・少進、上国の介、下国の守などの官職に相当する位階とされた。
明治時代初期の太政官制においては上下の別がなくされ、神祇官の大史、太政官の少史、大学校の大助教などの官職に相当する位階とされた。
1946年（昭和21年）の生存者叙位停止まで、従六位は、文官では高等官5等（中学校・師範学校の校長など）、武官では少佐（大隊長など）の初叙位階とされた。停止後は、故人のみを対象として、省庁の本省の係長級職員、地方公共団体の課長級職員、公立中学校の校長職などにあった者が叙位されている。
著名な従六位の叙位の例としては、明治期の軍神として名高い海軍中佐の広瀬武夫や、阪神電気鉄道初代社長で阪神タイガース創設者の外山脩造がいる。政治家中曽根康弘は、海軍の軍人であったとき、海軍主計少佐として従六位に叙されている。